# Інтердикт
Інтердикт (лат. interdictum — заборона) — у римо-католицькій церкві тимчасова заборона усіх церковних діянь і треб (наприклад, миропомазання, сповіді, укладання шлюбу, євхаристії), що накладалась папою або єпископом. Часто інтердикт накладався на населення цілої країни чи міста, набагато рідше — на окремих осіб. Інтердикт стосовно визначеної особи зазвичай називають відлученням від церкви (екскомунікою).
Існує три види інтердикту:
- Особистий (рухомий) інтердикт (interdictum personale seu ambulatorium), що накладався на певних осіб усюди, де б вони не перебували
- Місцевий інтердикт (interdictum locale), що обмежувався певною місцевістю, але її мешканці, перейшовши в інше місце, могли бути присутніми на богослужіннях і брати участь в усіх церковних благах
- Змішаний інтердикт (interdictum mixtus), що накладався не лише на місцевість, але й на її мешканців.

## Інтердикт у Середньовіччі
У XI–XII століттях інтердикт був зброєю римо-католицької церкви у боротьбі зі світською владою. Накладення інтердикту на державу часто супроводжувалось відлученням правителя від церкви.
З плином часу, вже наприкінці Середньовіччя, воно дещо змінилось й почало застосовуватись менш активно. Інтердикт дещо пом’якшився і тепер під час накладення було дозволено:
- Хрещення
- Миропомазання
- Покаяння
- Здійснення богослужіння у великі свята

## Відомі випадки

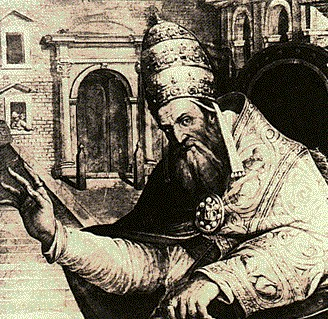
Папа Григорій XI

Найвідомішими є такі випадки накладення інтердикту:
- Адріан IV, зійшовши на папський престол у 1153 році, одразу ж накладає інтердикт на Рим та знімає його тільки в березні 1155 року, коли місто вигнало Арнольда Брешіанського.
- Олександр III у 1181 році наклав інтердикт на Шотландію й відлучив від церкви її короля Вільгельма I.
- Папа Інокентій III накладав п'ятирічний (1208—1213) інтердикт на Англію після того як Іван Безземельний відмовився визнати призначеного Римом архієпископа Кентерберійського. При цьому короля було відлучено від церкви. Врешті-решт Іоанн визнав себе васалом Папи Римського.
- Іоанн XXII накладав інтердикт на Німеччину 1322 року. При цьому імператор Людвіг Баварський був відлучений від церкви.
- Григорій XI накладає інтердикт на Флоренцію в березні 1376 року під час Війни восьми святих.
- Папа Павло V наклав інтердикт на Венецію у 1608 році, але папська курія була змушена піти на поступки, зважаючи на стійкість республіки.
- У 1909 році 15-денний інтердикт було накладено на італійське місто Адрія внаслідок місцевого руху проти єпископа.

Нині інтердикт втратив колишнє значення, однак і донині зберігається у канонічному праві.
У православ’ї відомий випадок інтердикту в Константинопольській церкві наприкінці 1890 року, за Вселенського Патріарха Діонісія V, — як протест проти політики оттоманської Порти стосовно прав та привілеїв Церкви .